# Hereafter
«Hereafter» — третій студійний альбом румунського симфонічного павер-метал-гурту Magica. Реліз відбувся 19 жовтня 2007 через лейбл AFM Records.

## Список композицій
1. "All Waters Have the Colour of Drowning" - 5:13
2. "Turn to Stone" - 5:19
3. "Through Wine" - 4:24
4. "No Matter What" - 4:35
5. "Entangled" - 4:36
6. "This Is Who I Am" - 4:45
7. "The Weight of the World" - 4:51
8. "Energy for the Gods" - 4:39
9. "Shallow Grave" - 4:13
10. "I Remember a Day" - 4:18
11. "Into Silence" - 3:27

### Бонусні треки діджіпаку
1. "Endless"
2. "Vrajitoarea Cea Rea"

## Учасники запису
- Ана Младіновіч – вокал
- Богдан "Бет" Костеа – електрогітара
- Валентин "ІнгерАльб" Зечіу – бас-гітара
- Крісті "Бівіс" Барла – ударні
- Sixfingers – клавіші